# Glidden (Wisconsin)
Glidden es un lugar designado por el censo ubicado en el condado de Ashland en el estado estadounidense de Wisconsin. En el Censo de 2010 tenía una población de 507 habitantes y una densidad poblacional de 91,01 personas por km².

## Geografía
Glidden se encuentra ubicado en las coordenadas 46°8′5″N 90°34′20″O / 46.13472, -90.57222. Según la Oficina del Censo de los Estados Unidos, Glidden tiene una superficie total de 5.57 km², de la cual 5.57 km² corresponden a tierra firme y (0%) 0 km² es agua.

## Demografía
Según el censo de 2010, había 507 personas residiendo en Glidden. La densidad de población era de 91,01 hab./km². De los 507 habitantes, Glidden estaba compuesto por el 97.83% blancos, el 0% eran afroamericanos, el 1.18% eran amerindios, el 0.59% eran asiáticos, el 0% eran isleños del Pacífico, el 0% eran de otras razas y el 0.39% pertenecían a dos o más razas. Del total de la población el 0% eran hispanos o latinos de cualquier raza.